# Liste der Mitglieder des US-Repräsentantenhauses aus Minnesota

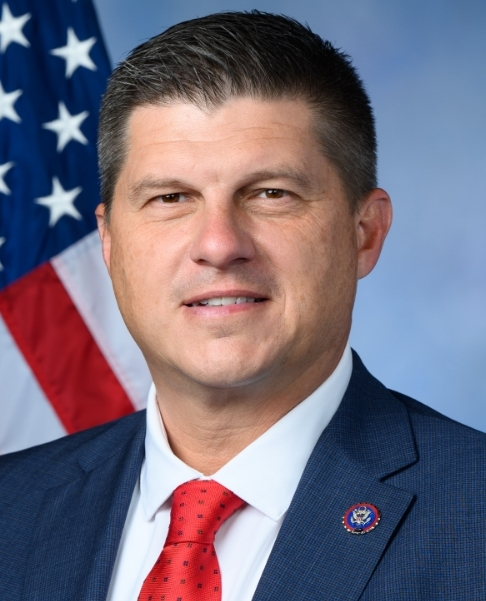
Brad Finstad, derzeitiger Vertreter des ersten Kongresswahlbezirks von Minnesota

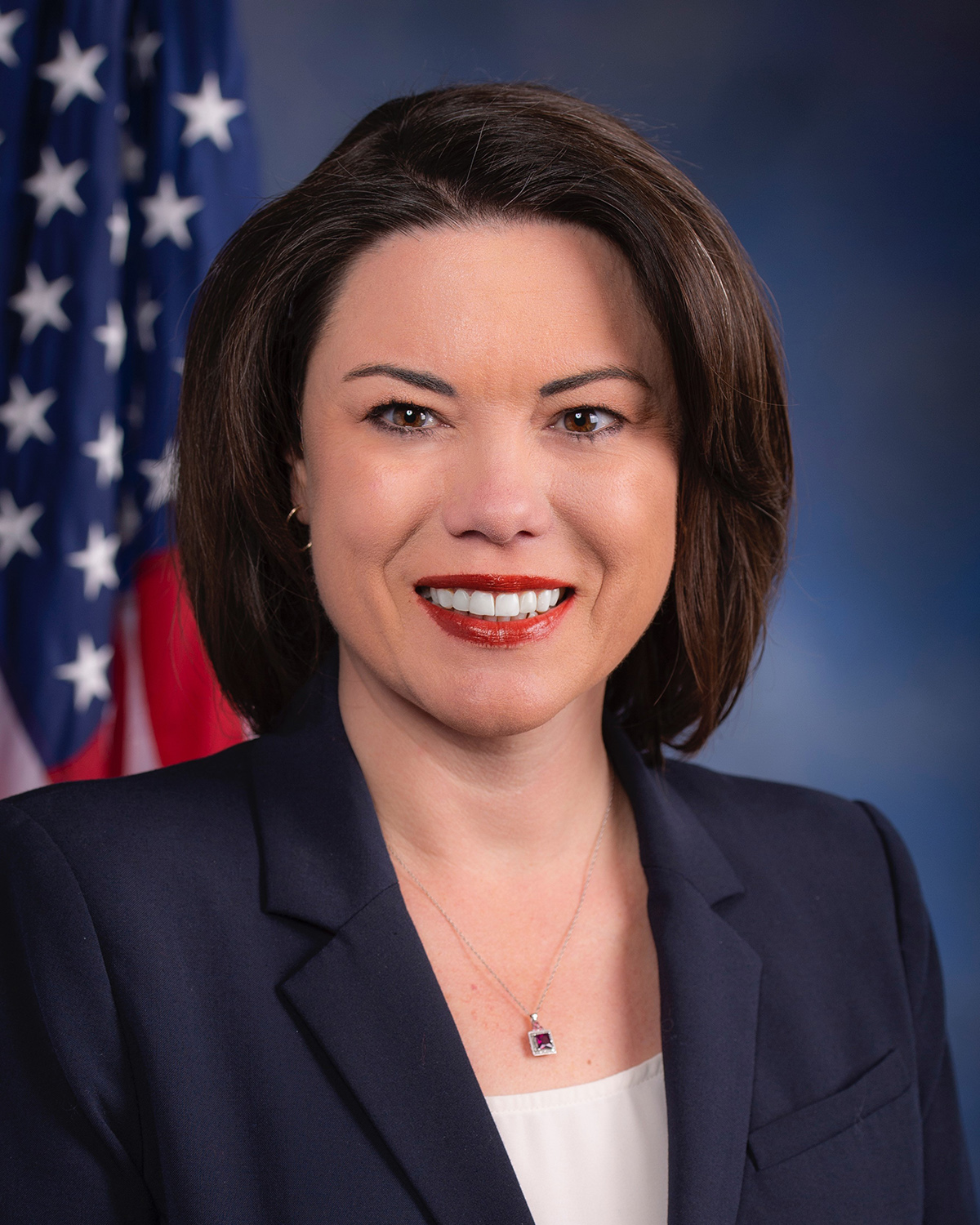
Angie Craig, derzeitige Vertreterin des zweiten Kongresswahlbezirks von Minnesota

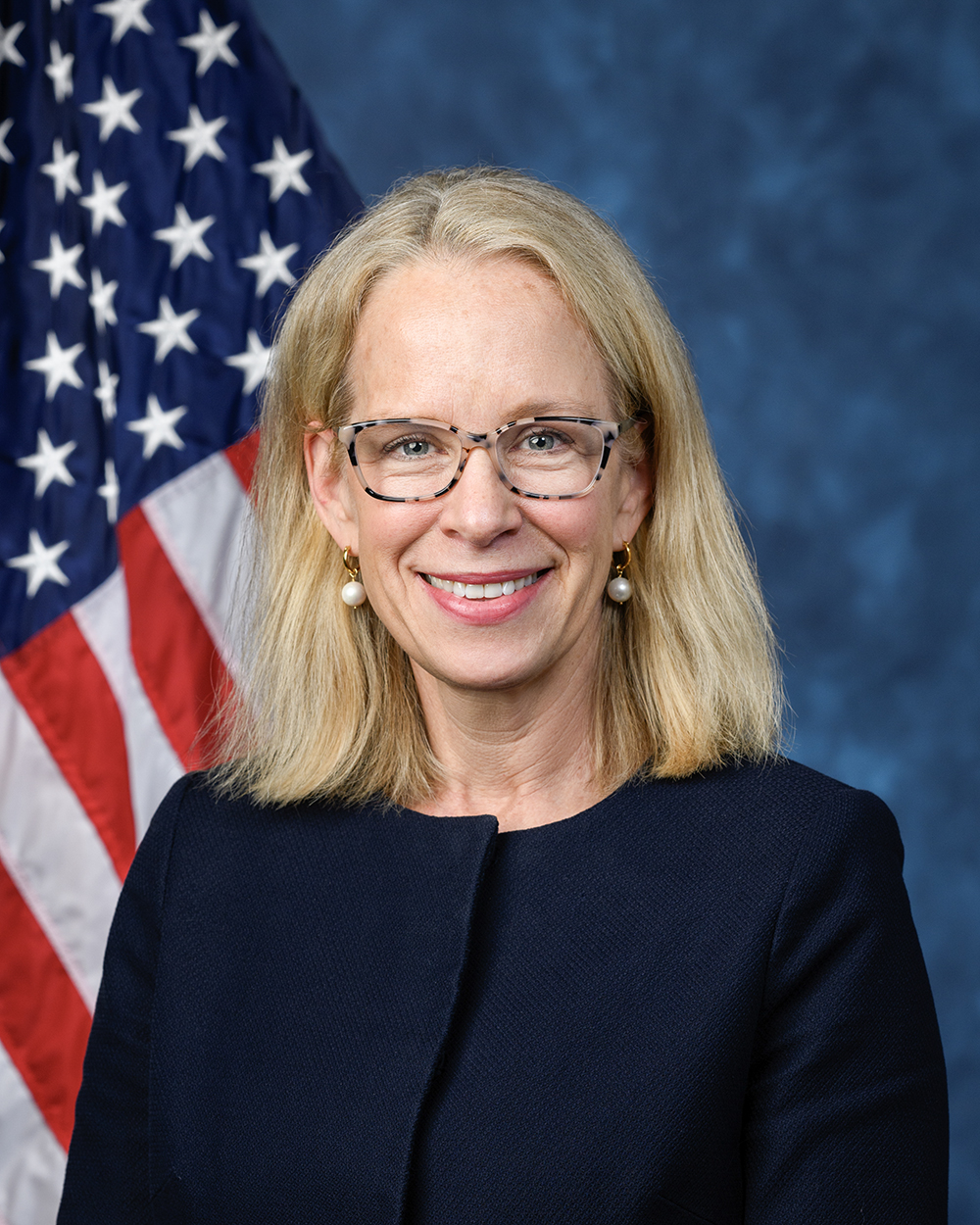
Kelly Morrison, derzeitige Vertreterin des dritten Kongresswahlbezirks von Minnesota

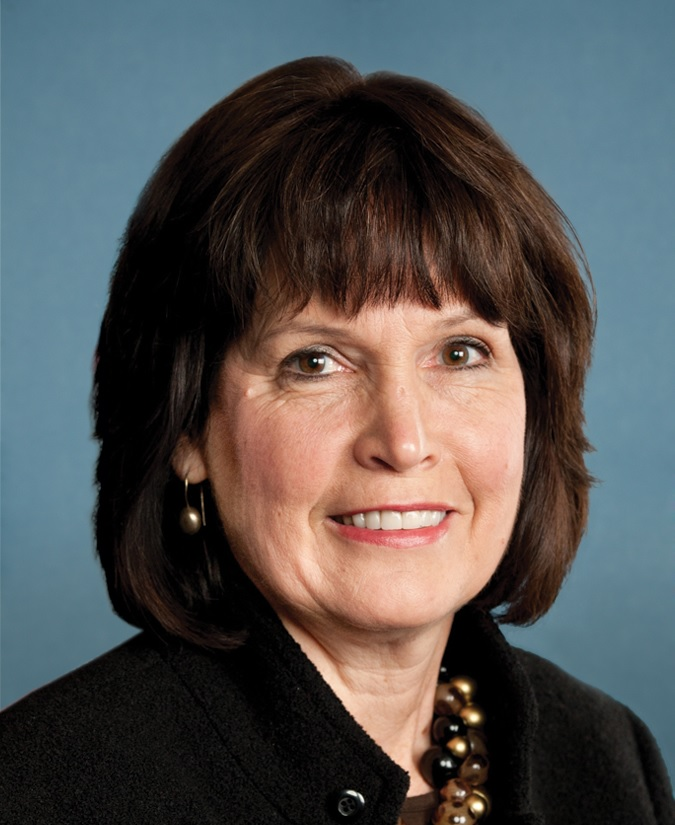
Betty McCollum, derzeitige Vertreterin des vierten Kongresswahlbezirks von Minnesota

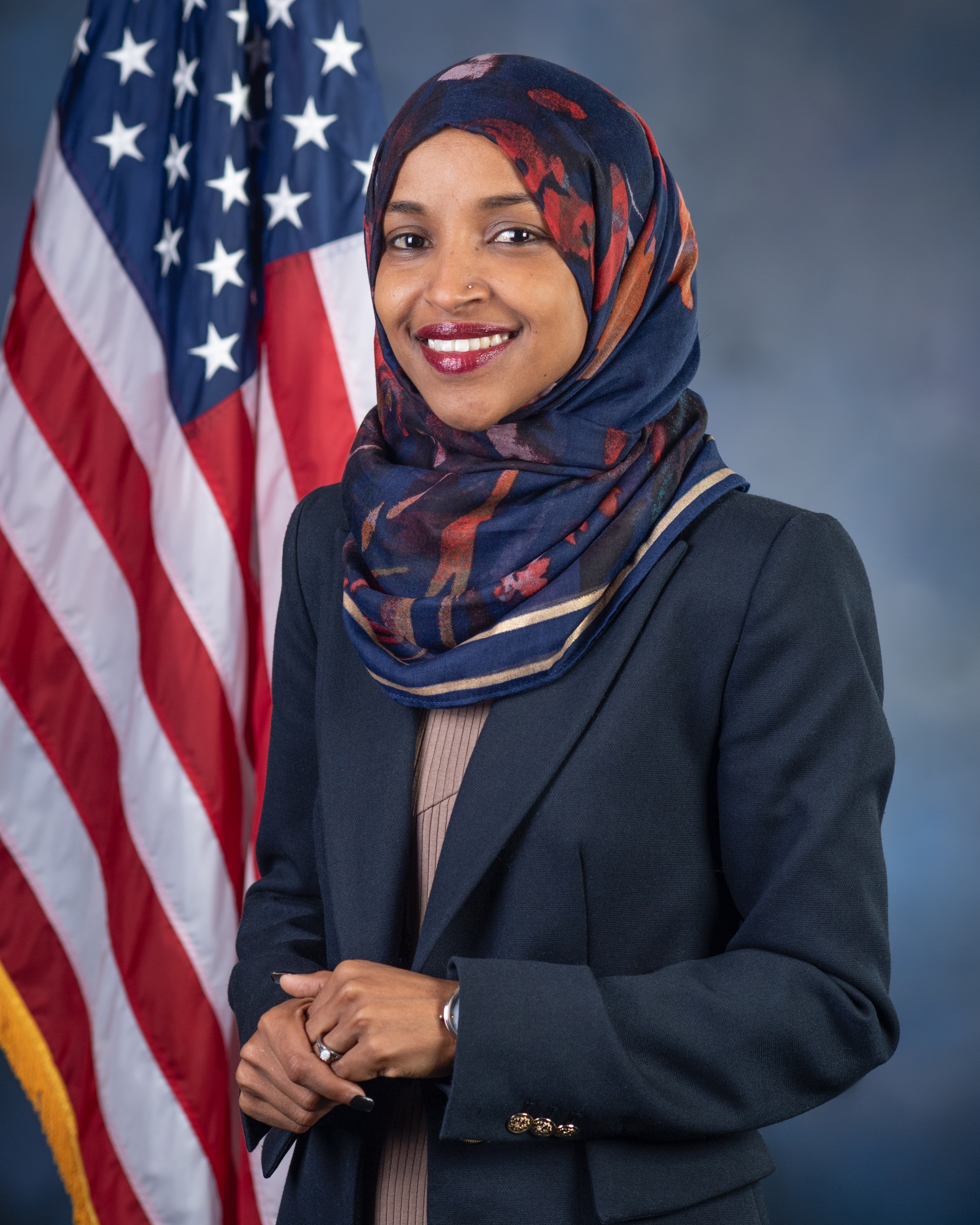
Ilhan Omar, derzeitige Vertreterin des fünften Kongresswahlbezirks von Minnesota

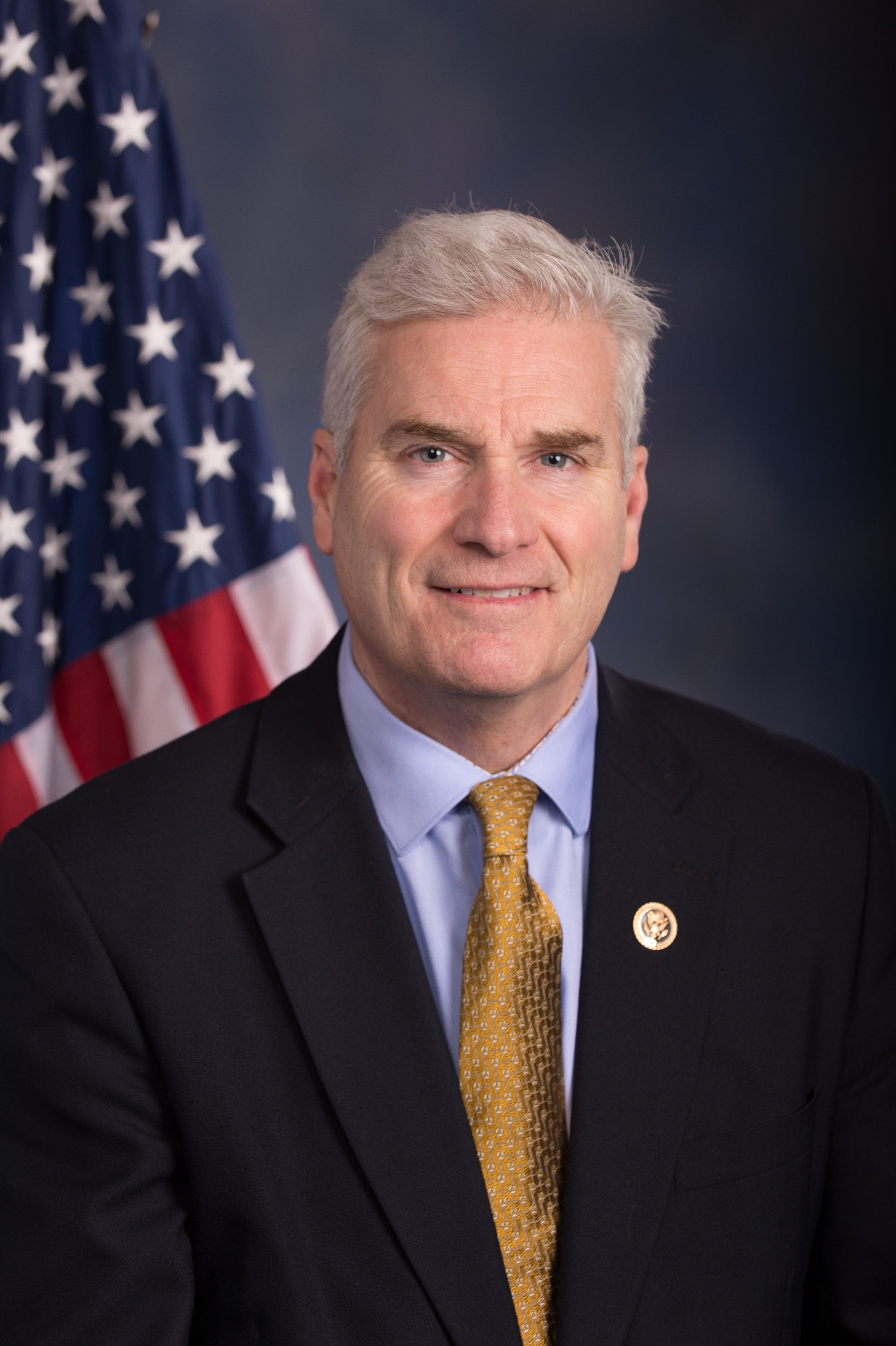
Tom Emmer, derzeitiger Vertreter des sechsten Kongresswahlbezirks von Minnesota

Michelle Fischbach, derzeitige Vertreterin des siebten Kongresswahlbezirks von Minnesota

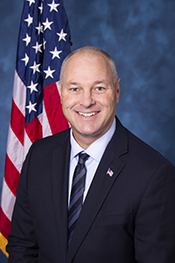
Pete Stauber, derzeitiger Vertreter des achten Kongresswahlbezirks von Minnesota

Diese Liste führt alle Politiker auf, die seit 1849 für das Minnesota-Territorium und später für den Bundesstaat Minnesota dem Repräsentantenhaus der Vereinigten Staaten angehört haben. Von anfangs zwei Abgeordneten stieg deren Zahl zeitweise bis auf zehn an; seit 1963 stellt der Staat acht Abgeordnete. Diese werden getrennt nach Wahlbezirken gewählt; lediglich zwischen 1857 und 1863 sowie bei der Wahl im Jahr 1933 wurden die Mandate in einer staatsweiten Wahl („at large“) vergeben.

## Delegierte des Minnesota-Territoriums (1849–1858)
| Name                      | Amtszeit                    | Partei   |
| ------------------------- | --------------------------- | -------- |
| Henry Hastings Sibley     | 4. Juli 1849 – 3. März 1853 | Demokrat |
| Henry Mower Rice          | 4. März 1853 – 3. März 1857 | Demokrat |
| William Wallace Kingsbury | 4. März 1857 – 11. Mai 1858 | Demokrat |

## 1. Sitz (seit 1858)
| Name                             | Amtszeit                           | Partei                  |
| -------------------------------- | ---------------------------------- | ----------------------- |
| James Michael Cavanaugh          | 11. Mai 1858 – 3. März 1859        | Demokrat                |
| William Windom                   | 4. März 1859 – 3. März 1869        | Republikaner            |
| Morton Smith Wilkinson           | 4. März 1869 – 3. März 1871        | Republikaner            |
| Mark Hill Dunnell                | 4. März 1871 – 3. März 1883        | Republikaner            |
| Milo White                       | 4. März 1883 – 3. März 1887        | Republikaner            |
| Thomas Wilson                    | 4. März 1887 – 3. März 1889        | Demokrat                |
| Mark Hill Dunnell                | 4. März 1889 – 3. März 1891        | Republikaner            |
| William Henry Harries            | 4. März 1891 – 3. März 1893        | Demokrat                |
| James Albertus Tawney            | 4. März 1893 – 3. März 1911        | Republikaner            |
| Sydney Anderson                  | 4. März 1911 – 3. März 1925        | Republikaner            |
| Allen John Furlow                | 4. März 1925 – 3. März 1929        | Republikaner            |
| Victor Laurence August Christgau | 4. März 1929 – 3. März 1933        | Republikaner            |
| Henry Martin Arens               | 4. März 1933 – 3. Januar 1935      | Farmer-Labor Party      |
| August Herman Andresen           | 3. Januar 1935 – 14. Januar 1958   | Republikaner            |
| Albert Harold Quie               | 18. Februar 1958 – 3. Januar 1979  | Republikaner            |
| Arlen Ingolf Erdahl              | 3. Januar 1979 – 3. Januar 1983    | Republikaner            |
| Timothy Joe Penny                | 3. Januar 1983 – 3. Januar 1995    | Democratic-Farmer-Labor |
| Gilbert William Gutknecht        | 3. Januar 1995 – 3. Januar 2007    | Republikaner            |
| Timothy James Walz               | 3. Januar 2007 – 3. Januar 2019    | Democratic-Farmer-Labor |
| James Lee Hagedorn               | 3. Januar 2019 – 17. Februar 2022  | Republikaner            |
| vakant                           | 17. Februar 2022 – 12. August 2022 |                         |
| Bradley Howard Finstad           | seit 12. August 2022               | Republikaner            |

## 2. Sitz (seit 1858)
| Name                      | Amtszeit                           | Partei                  |
| ------------------------- | ---------------------------------- | ----------------------- |
| William Wallace Phelps    | 11. Mai 1858 – 3. März 1859        | Demokrat                |
| Cyrus Aldrich             | 4. März 1859 – 3. März 1863        | Republikaner            |
| Ignatius Loyola Donnelly  | 4. März 1863 – 3. März 1869        | Republikaner            |
| Eugene McLanahan Wilson   | 4. März 1869 – 3. März 1871        | Demokrat                |
| John Thomas Averill       | 4. März 1871 – 3. März 1873        | Republikaner            |
| Horace Burton Strait      | 4. März 1873 – 3. März 1879        | Republikaner            |
| Henry Poehler             | 4. März 1879 – 3. März 1881        | Demokrat                |
| Horace Burton Strait      | 4. März 1881 – 3. März 1883        | Republikaner            |
| James Beach Wakefield     | 4. März 1883 – 3. März 1887        | Republikaner            |
| John Lind                 | 4. März 1887 – 3. März 1893        | Republikaner            |
| James Thompson McCleary   | 4. März 1893 – 3. März 1907        | Republikaner            |
| Winfield Scott Hammond    | 4. März 1907 – 6. Januar 1915      | Demokrat                |
| Franklin Fowler Ellsworth | 4. März 1915 – 3. März 1921        | Republikaner            |
| Frank Andrew Clague       | 4. März 1921 – 3. März 1933        | Republikaner            |
| Ray Park Chase            | 4. März 1933 – 3. Januar 1935      | Republikaner            |
| Elmer James Ryan          | 3. Januar 1935 – 3. Januar 1941    | Demokrat                |
| Joseph P. O’Hara          | 3. Januar 1941 – 3. Januar 1959    | Republikaner            |
| Ancher Nelsen             | 3. Januar 1959 – 31. Dezember 1974 | Republikaner            |
| Thomas Michael Hagedorn   | 3. Januar 1975 – 3. Januar 1983    | Republikaner            |
| John Vincent Weber        | 3. Januar 1983 – 3. Januar 1993    | Republikaner            |
| David R. Minge            | 3. Januar 1993 – 3. Januar 2001    | Democratic-Farmer-Labor |
| Mark Raymond Kennedy      | 3. Januar 2001 – 3. Januar 2003    | Republikaner            |
| John Paul Kline           | 3. Januar 2003 – 3. Januar 2017    | Republikaner            |
| Jason Lewis               | 3. Januar 2017 – 3. Januar 2019    | Republikaner            |
| Angela Dawn Craig         | seit 3. Januar 2019                | Democratic-Farmer-Labor |

## 3. Sitz (seit 1873)
| Name                     | Amtszeit                         | Partei                  |
| ------------------------ | -------------------------------- | ----------------------- |
| John Thomas Averill      | 4. März 1873 – 3. März 1875      | Republikaner            |
| William Smith King       | 4. März 1875 – 3. März 1877      | Republikaner            |
| Jacob Henry Stewart      | 4. März 1877 – 3. März 1879      | Republikaner            |
| William Drew Washburn    | 4. März 1879 – 3. März 1883      | Republikaner            |
| Horace Burton Strait     | 4. März 1883 – 3. März 1887      | Republikaner            |
| John Lewis MacDonald     | 4. März 1887 – 3. März 1889      | Demokrat                |
| Darwin Scott Hall        | 4. März 1889 – 3. März 1891      | Republikaner            |
| Osee Matson Hall         | 4. März 1891 – 3. März 1895      | Demokrat                |
| Joel Prescott Heatwole   | 4. März 1895 – 3. März 1903      | Republikaner            |
| Charles Russell Davis    | 4. März 1903 – 3. März 1925      | Republikaner            |
| August Herman Andresen   | 4. März 1925 – 3. März 1933      | Republikaner            |
| Theodore Christianson    | 4. März 1933 – 3. Januar 1935    | Republikaner            |
| Ernest Lundeen           | 3. Januar 1935 – 3. Januar 1937  | Farmer-Labor Party      |
| Henry George Teigan      | 3. Januar 1937 – 3. Januar 1939  | Farmer-Labor Party      |
| John Grant Alexander     | 3. Januar 1939 – 3. Januar 1941  | Republikaner            |
| Richard Pillsbury Gale   | 3. Januar 1941 – 3. Januar 1945  | Republikaner            |
| William James Gallagher  | 3. Januar 1945 – 13. August 1946 | Democratic-Farmer-Labor |
| George Edward MacKinnon  | 3. Januar 1947 – 3. Januar 1949  | Republikaner            |
| Roy William Wier         | 3. Januar 1949 – 3. Januar 1961  | Democratic-Farmer-Labor |
| Clark MacGregor          | 3. Januar 1961 – 3. Januar 1971  | Republikaner            |
| William Eldridge Frenzel | 3. Januar 1971 – 3. Januar 1991  | Republikaner            |
| James Marvin Ramstad     | 3. Januar 1991 – 3. Januar 2009  | Republikaner            |
| Erik Paulsen             | 3. Januar 2009 – 3. Januar 2019  | Republikaner            |
| Dean Benson Phillips     | 3. Januar 2019 – 3. Januar 2025  | Democratic-Farmer-Labor |
| Kelly Morrison           | seit 3. Januar 2025              | Democratic-Farmer-Labor |

## 4. Sitz (seit 1883)
| Name                      | Amtszeit                          | Partei                  |
| ------------------------- | --------------------------------- | ----------------------- |
| William Drew Washburn     | 4. März 1883 – 3. März 1885       | Republikaner            |
| John Bachop Gilfillan     | 4. März 1885 – 3. März 1887       | Republikaner            |
| Edmund Rice               | 4. März 1887 – 3. März 1889       | Demokrat                |
| Samuel Prather Snider     | 4. März 1889 – 3. März 1891       | Republikaner            |
| James Nathan Castle       | 4. März 1891 – 3. März 1893       | Demokrat                |
| Andrew Robert Kiefer      | 4. März 1893 – 3. März 1897       | Republikaner            |
| Frederick Clement Stevens | 4. März 1897 – 3. März 1915       | Republikaner            |
| Carl Chester Van Dyke     | 4. März 1915 – 20. Mai 1919       | Demokrat                |
| Oscar Edward Keller       | 4. März 1919 – 3. März 1927       | Republikaner            |
| Melvin Joseph Maas        | 4. März 1927 – 3. März 1933       | Republikaner            |
| Einar Hoidale             | 4. März 1933 – 3. Januar 1935     | Demokrat                |
| Melvin Joseph Maas        | 3. Januar 1935 – 3. Januar 1945   | Republikaner            |
| Frank Thomas Starkey      | 3. Januar 1945 – 3. Januar 1947   | Democratic-Farmer-Labor |
| Edward James Devitt       | 3. Januar 1947 – 3. Januar 1949   | Republikaner            |
| Eugene Joseph McCarthy    | 3. Januar 1949 – 3. Januar 1959   | Democratic-Farmer-Labor |
| Joseph Edward Karth       | 3. Januar 1959 – 3. Januar 1977   | Democratic-Farmer-Labor |
| Bruce Frank Vento         | 3. Januar 1977 – 10. Oktober 2000 | Democratic-Farmer-Labor |
| Betty Louise McCollum     | seit 3. Januar 2001               | Democratic-Farmer-Labor |

## 5. Sitz (seit 1883)
| Name                      | Amtszeit                        | Partei                  |
| ------------------------- | ------------------------------- | ----------------------- |
| Knute Nelson              | 4. März 1883 – 3. März 1889     | Republikaner            |
| Solomon Gilman Comstock   | 4. März 1889 – 3. März 1891     | Republikaner            |
| Kittel Halvorson          | 4. März 1891 – 3. März 1893     | Populist Party          |
| Loren Fletcher            | 4. März 1893 – 3. März 1903     | Republikaner            |
| John Lind                 | 4. März 1903 – 3. März 1905     | Demokrat                |
| Loren Fletcher            | 4. März 1905 – 3. März 1907     | Republikaner            |
| Frank Mellen Nye          | 4. März 1907 – 3. März 1913     | Republikaner            |
| George Ross Smith         | 4. März 1913 – 3. März 1917     | Republikaner            |
| Ernest Lundeen            | 4. März 1917 – 3. März 1919     | Republikaner            |
| Walter Hughes Newton      | 4. März 1919–1929               | Republikaner            |
| William Ignatius Nolan    | 17. Juni 1929 – 3. März 1933    | Republikaner            |
| Magnus Johnson            | 4. März 1933 – 3. Januar 1935   | Farmer-Labor Party      |
| Theodore Christianson     | 3. Januar 1935 – 3. Januar 1937 | Republikaner            |
| Dewey William Johnson     | 3. Januar 1937 – 3. Januar 1939 | Farmer-Labor Party      |
| Oscar Ferdinand Youngdahl | 3. Januar 1939 – 3. Januar 1943 | Republikaner            |
| Walter Henry Judd         | 3. Januar 1943 – 3. Januar 1963 | Republikaner            |
| Donald MacKay Fraser      | 3. Januar 1963 – 3. Januar 1979 | Democratic-Farmer-Labor |
| Martin Olav Sabo          | 3. Januar 1979 – 3. Januar 2007 | Democratic-Farmer-Labor |
| Keith Maurice Ellison     | 3. Januar 2007 – 3. Januar 2019 | Democratic-Farmer-Labor |
| Ilhan Abdullahi Omar      | seit 3. Januar 2019             | Democratic-Farmer-Labor |

## 6. Sitz (seit 1893)
| Name                      | Amtszeit                        | Partei                  |
| ------------------------- | ------------------------------- | ----------------------- |
| Melvin Riley Baldwin      | 4. März 1893 – 3. März 1895     | Demokrat                |
| Charles Arnette Towne     | 4. März 1895 – 3. März 1897     | Republikaner            |
| Robert Page Walter Morris | 4. März 1897 – 3. März 1903     | Republikaner            |
| Clarence Bennett Buckman  | 4. März 1903 – 3. März 1907     | Republikaner            |
| Charles August Lindbergh  | 4. März 1907 – 3. März 1917     | Republikaner            |
| Harold Knutson            | 4. März 1917 – 3. Januar 1949   | Republikaner            |
| Fred Marshall             | 3. Januar 1949 – 3. Januar 1963 | Democratic-Farmer-Labor |
| Alec Gehard Olson         | 3. Januar 1963 – 3. Januar 1967 | Democratic-Farmer-Labor |
| John Matthew Zwach        | 3. Januar 1967 – 3. Januar 1975 | Republikaner            |
| Richard Michael Nolan     | 3. Januar 1975 – 3. Januar 1981 | Democratic-Farmer-Labor |
| John Vincent Weber        | 3. Januar 1981 – 3. Januar 1983 | Republikaner            |
| Gerald Edward Sikorski    | 3. Januar 1983 – 3. Januar 1993 | Democratic-Farmer-Labor |
| Rod Grams                 | 3. Januar 1993 – 3. Januar 1995 | Republikaner            |
| William Paul Luther       | 3. Januar 1995 – 3. Januar 2003 | Democratic-Farmer-Labor |
| Mark Raymond Kennedy      | 3. Januar 2003 – 3. Januar 2007 | Republikaner            |
| Michele Marie Bachmann    | 3. Januar 2007 – 3. Januar 2015 | Republikaner            |
| Thomas Earl Emmer         | seit 3. Januar 2015             | Republikaner            |

## 7. Sitz (seit 1893)
| Name                             | Amtszeit                          | Partei                  |
| -------------------------------- | --------------------------------- | ----------------------- |
| Haldor Erickson Boen             | 4. März 1893 – 3. März 1895       | Populist Party          |
| Frank Marion Eddy                | 4. März 1895 – 3. März 1903       | Republikaner            |
| Andrew John Volstead             | 4. März 1903 – 3. März 1923       | Republikaner            |
| Ole Juulson Kvale                | 4. März 1923 – 11. September 1929 | Farmer-Labor Party      |
| Paul John Kvale                  | 16. Oktober 1929 – 3. Januar 1939 | Farmer-Labor Party      |
| Herman Carl Andersen             | 3. Januar 1939 – 3. Januar 1963   | Republikaner            |
| Odin Elsford Stanley Langen      | 3. Januar 1963 – 3. Januar 1971   | Republikaner            |
| Robert Selmer Bergland           | 3. Januar 1971 – 22. Januar 1977  | Democratic-Farmer-Labor |
| Arlan Ingehart Stangeland        | 22. Februar 1977 – 3. Januar 1991 | Republikaner            |
| Collin Clark Peterson            | 3. Januar 1991 – 3. Januar 2021   | Democratic-Farmer-Labor |
| Michelle Louise Helene Fischbach | seit 3. Januar 2021               | Republikaner            |

## 8. Sitz (seit 1903)
| Name                     | Amtszeit                           | Partei                  |
| ------------------------ | ---------------------------------- | ----------------------- |
| James Adam Bede          | 4. März 1903 – 3. März 1909        | Republikaner            |
| Clarence Benjamin Miller | 4. März 1909 – 3. März 1919        | Republikaner            |
| William Leighton Carss   | 4. März 1919 – 3. März 1921        | Farmer-Labor Party      |
| Oscar John Larson        | 4. März 1921 – 3. März 1925        | Republikaner            |
| William Leighton Carss   | 4. März 1925 – 3. März 1929        | Farmer-Labor Party      |
| William Alvin Pittenger  | 4. März 1929 – 3. März 1933        | Republikaner            |
| Ernest Lundeen           | 4. März 1933 – 3. Januar 1935      | Farmer-Labor Party      |
| William Alvin Pittenger  | 3. Januar 1935 – 3. Januar 1937    | Republikaner            |
| John Toussaint Bernard   | 4. März 1937 – 3. Januar 1939      | Farmer-Labor Party      |
| William Alvin Pittenger  | 3. Januar 1939 – 3. Januar 1947    | Republikaner            |
| John Anton Blatnik       | 3. Januar 1947 – 31. Dezember 1974 | Democratic-Farmer-Labor |
| James Louis Oberstar     | 3. Januar 1975 – 3. Januar 2011    | Democratic-Farmer-Labor |
| Raymond Cravaack         | 3. Januar 2011 – 3. Januar 2013    | Republikaner            |
| Richard Michael Nolan    | 3. Januar 2013 – 3. Januar 2019    | Democratic-Farmer-Labor |
| Peter Allen Stauber      | seit 3. Januar 2019                | Republikaner            |

## 9. Sitz (1903–1963)
| Name                              | Amtszeit                        | Partei                  |
| --------------------------------- | ------------------------------- | ----------------------- |
| Halvor Steenerson                 | 4. März 1903 – 3. März 1923     | Republikaner            |
| Knud Wefald                       | 4. März 1923 – 3. März 1927     | Farmer-Labor Party      |
| Conrad George Selvig              | 4. März 1927 – 3. März 1933     | Republikaner            |
| Francis Henry Shoemaker           | 4. März 1933 – 3. Januar 1935   | Farmer-Labor Party      |
| Richard Thompson Buckler          | 3. Januar 1935 – 3. Januar 1943 | Farmer-Labor Party      |
| Harold Christian Hagen            | 3. Januar 1943 – 3. Januar 1955 | Farmer-Labor Party      |
| Cornelia Genevive Gjesdal Knutson | 3. Januar 1955 – 3. Januar 1959 | Democratic-Farmer-Labor |
| Odin Elsford Stanley Langen       | 3. Januar 1959 – 3. Januar 1963 | Republikaner            |

## 10. Sitz (1913–1933)
| Name                   | Amtszeit                        | Partei       |
| ---------------------- | ------------------------------- | ------------ |
| James Manahan          | 4. März 1913 – 3. März 1915     | Republikaner |
| Thomas David Schall    | 4. März 1915 – 3. März 1925     | Republikaner |
| Godfrey Gummer Goodwin | 4. März 1925 – 16. Februar 1933 | Republikaner |